# Stadttheater Jauer
Der Bau des Stadttheaters Jauer (polnisch Teatr Miejski w Jaworze) ist heute Sitz des Jaworer Kulturzentrums.

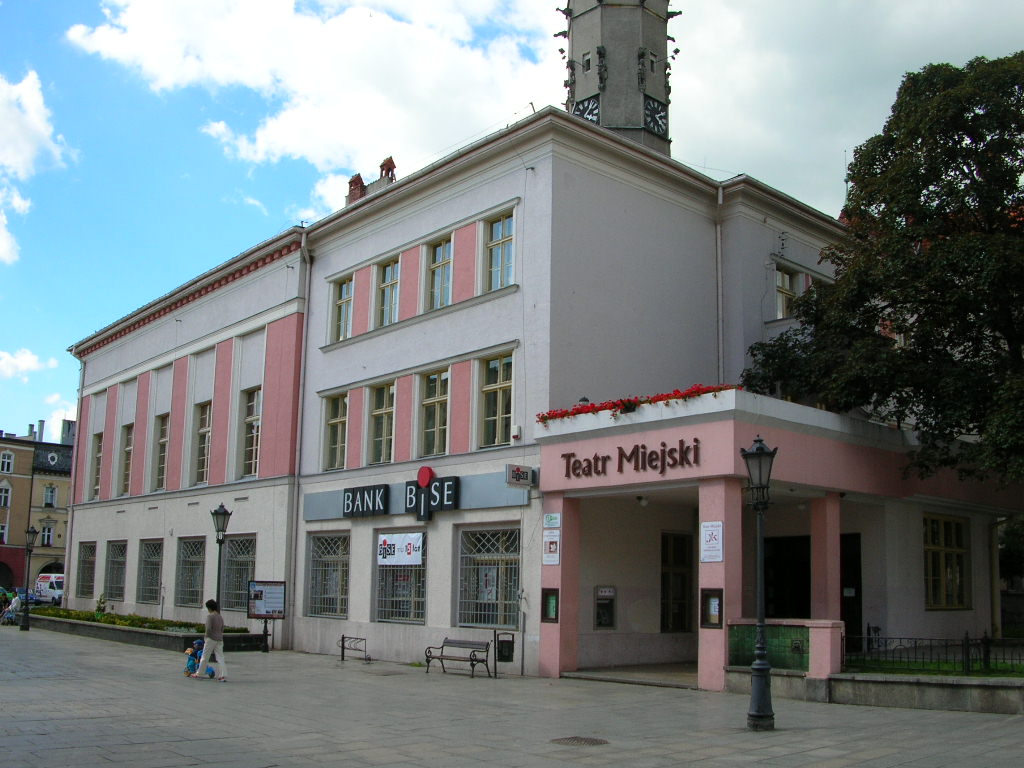
Stadttheater Jauer

## Theatergeschichte
In Jauer sind Schul- und Jesuitentheater im 17. und 18. Jahrhundert belegt. Schon in der zweiten Hälfte des 18. Jahrhunderts besaß das örtliche Gymnasium einen Theaterraum. Eine erste Stätte für Berufstheater erhielt Jauer 1799, als der in Hirschberg etablierte Theaterdirektor Faller sich auch hier niederließ. Vorstellungen wurde in den alten Schuhbänken am alten Rathaus statt. Ursprünglich war das Gebäude ein Kaufmannshaus aus der zweiten Hälfte des 13. Jahrhunderts. Ab 1850 fanden Vorstellung im Gasthaus „Goldenes Schwert“ statt. Danach wurden die vorherigen Theaterräume wieder genutzt. Nach anderer Quelle wurde zwischen 1869 und 1875 der vorherige Bau abgerissen, und das Theatergebäude in seiner heutigen Form errichtet. 
Der Theaterbau wurde 1925–26 modernisiert. Dabei wurde der Bau verputzt und die Fassade mit einer klaren linearen Gliederung neugestaltet sowie die vergoldete Aufschrift „Stadt Theater“ angebracht.
Nach der polnischen Übernahme von Stadt und Region verfügte das Stadttheater nicht mehr über ein festes Ensemble und diente vor allem als Zuschauerraum für Festakademien. Ende der 1990er Jahre wurde der Bau umfassend renoviert. Das Theatergebäude ist Sitz des Jaworer Kulturzentrums.

## Bauwerk
Der heutige Bau ist ein Anbau an der Südseite des Rathauses. Das Rathaus selbst wurde 1897 durch einen Neubau im Stil der Neorenaissance mit Schweifgiebeln, Turm mit pyramidenartiger gestaffelter Zwiebelhaube ersetzt, zu dem der Theaterbaus architektonisch in scharfem Kontrast steht. Der Theaterbau ist ein geschlossener, dreigeschossiger Kubus mit flachem Zeltdach und Bühnenturm. Das Erdgeschoss ist als Gebäudesockel behandelt, der Haupteingang befindet sich an der westlichen Schmalseite. Die beiden Obergeschosse sind mit Gesimsen zusammengefasst, wobei die Fassade aber zwischen den Fenstern durch lisenenartige Profile gegliedert ist. Unter der Dachtraufe wurde ein friesartiger schmaler Wandstreifen freigehalten, in dem ursprünglich „Stadttheater“ stand. 
Der Schauraum im Obergeschoss hat rechteckiger Grundriss. Der Rang mit halbkreisförmiger Brüstung ist von gusseisernen Säulen getragen, wobei der Rang als amphitheatralischer Balkon gestaltet ist. Im hinteren Bereich dieses Balkons befinden sich Logenkabinen.